# Otus lempiji
Mocho-d'orelhas-das-sundas ou mocho-de-orelhas-da-sunda (Otus lempiji) é uma espécie de ave estrigiforme pertencente à família Strigidae.